# Großsteingrab Krogenlund Afd.71
Das Großsteingrab Krogenlund Afd.71 ist eine megalithische Grabanlage der jungsteinzeitlichen Nordgruppe der Trichterbecherkultur im Kirchspiel Uggeløse in der dänischen Kommune Allerød.

## Lage
Das Grab liegt südwestlich von Lynge im Norden des Waldgebiets Krogenlund. In der näheren Umgebung gibt bzw. gab es zahlreiche weitere megalithische Grabanlagen.

## Forschungsgeschichte
In den Jahren 1890 und 1942 führten Mitarbeiter des Dänischen Nationalmuseums Dokumentationen der Fundstelle durch. 1935 erfolgte zudem eine private Dokumentation. Irgendwann zwischen 1890 und 1935 wurde das Grab restauriert.

## Beschreibung
Die Anlage besitzt eine Grabkammer, die als Urdolmen anzusprechen ist. Sie ist ost-westlich orientiert und hat einen rechteckigen Grundriss. Sie hat eine Länge von 1,2 m und eine Breite zwischen 0,5 m und 0,6 m. Die Kammer besteht aus je einem Wandstein an der nördlichen und südlichen Langseite sowie einem Abschlussstein an der westlichen Schmalseite. Die Ostseite ist offen. Der Deckstein war zur Seite abgerutscht und ist bei der Restaurierung wieder auf die Wandsteine aufgesetzt worden.
Eine Hügelschüttung ist nicht erkennbar, allerdings ist unklar, ob die Kammer ursprünglich komplett freistehend war. Östlich der Kammer befindet sich ein einzelner Stein, bei dem es sich vielleicht um den Rest einer Umfassung handelt.